# Obraz disku
Diskový obraz je archivní soubor obsahující digitální kopii dat disku – zařízení pro záznam informací ve výpočetní technice. Kromě datových souborů obsahuje obraz také všechna metadata souborového systému, a to včetně Boot sektoru, struktur a atributů. Tyto vlastnosti činí formát alternativou k fyzickým médiím pro přenos mnoha druhů dat.